# Château-Renard
Château-Renard is een gemeente in het Franse departement Loiret (regio Centre-Val de Loire). De plaats maakt deel uit van het arrondissement Montargis en is de hoofdplaats van het gemeentelijk samenwerkingsverband Communauté de communes Cléry Betz Ouanne (3CBO). Château-Renard telde op 1 januari 2022 2.108 inwoners.
De plaats wordt gedomineerd door een middeleeuws kasteel, waaraan de gemeente haar naam te danken heeft. De gemeente ligt in de landstreek Gâtinais.

## Geschiedenis
In de vroege middeleeuwen werd op de Mont d’Ouanne, een steile heuvel die uitkijkt over de Ouanne, een priorij gebouwd. Graaf Fromond I van Sens koos in de 10e eeuw deze strategische plaats voor de bouw van een burcht. Zijn zoon Renard I van Sens versterkte de burcht verder en voor deze werken moest de priorij wijken.
Een tweede kasteel is het Château de La Motte, gebouwd in 1121. Dit behoorde in de 15e eeuw toe aan Georges de la Trémoille, een metgezel van Jeanne d'Arc. Zij verbleef in september 1429 één nacht in Château-Renard. In 1569 werd het kasteel ontmanteld op bevel van koning Karel IX omdat het toebehoorde aan de opstandige protestantse familie Coligny. In 1609 liet Louise de Coligny het weer opbouwen. In 1660 werd het Château de La Motte het eerste stadhuis van de Château-Renard. Jean Fougeret, de laatste eigenaar van het kasteel voor de Franse Revolutie, stierf onder de guillotine.
Ten zuiden van het centrum werd een treinstation gebouwd op de lijn Orléans - Châlons-sur-Marne. Maar dit station is gesloten.
In 1998 nam de gemeente de naam Château-Renard aan om zich te onderscheiden van Châteaurenard in het departement Bouches-du-Rhône. Ervoor droegen beide gemeenten dezelfde naam.

## Geografie
De oppervlakte van Château-Renard bedroeg op 1 januari 2022 40,34 vierkante kilometer; de bevolkingsdichtheid was toen 52,3 inwoners per km². De Ouanne, een rijrivier van de Loing, stroomt van oost naar west door de gemeente.

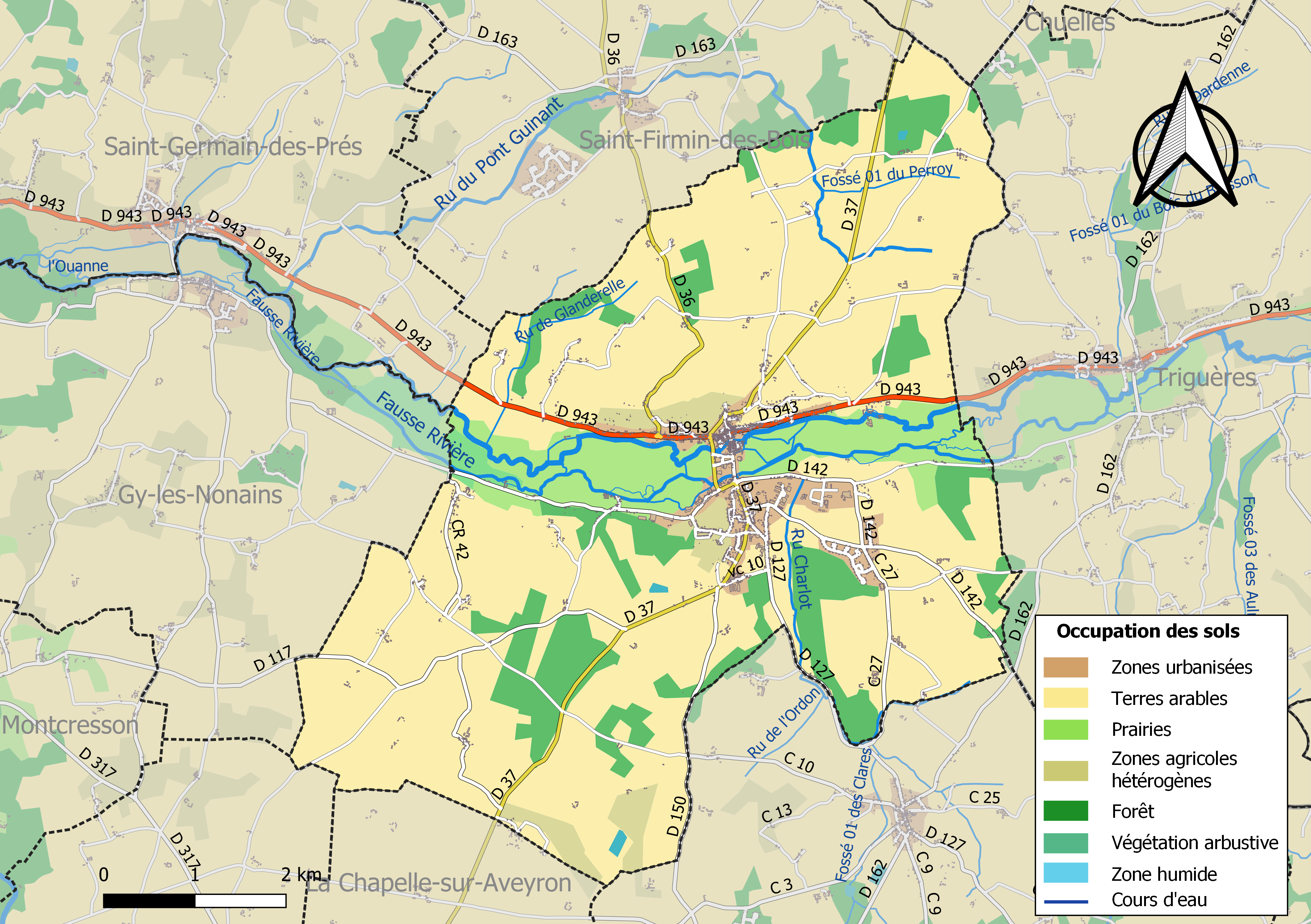
Kaart van de gemeente met de belangrijkste infrastructuur, bodemgebruik en omliggende gemeenten

## Demografie
Onderstaande figuur toont het verloop van het inwonertal (bron: INSEE-tellingen).